# Waalwijk
Waalwijk  è un comune olandese di 45 756 abitanti situato nella provincia del Brabante Settentrionale.

## Sport

### Calcio
La squadra principale della città è l'RKC Waalwijk.